# استثمار

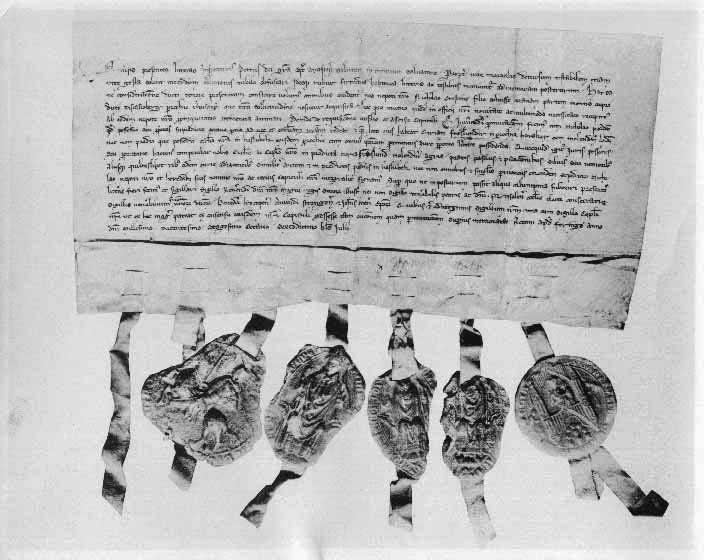

الاستثمار (بالإنجليزية: Investment) على مستوى الاقتصاد القومي يتعلق بالإنفاق الرأسمالي على المشاريع الجديدة في القطاع العام والمرافق العامة والبنية التحتية مثل مشاريع شق الطرق الرئيسية والفرعية، ومشاريع تمديدات المياه، وتمديدات الصرف الصحي، وتهيئة المخططات العمرانية، ومشاريع البناء، والإسكان، وتمديدات الكهرباء، وتوليد الطاقة، وكذلك مشاريع التنمية الاجتماعية في مجالات التعليم، والصحة، والاتصالات، بالإضافة إلى المشاريع التي تتعلق بالنشاط الاقتصادي؛ لإنتاج السلع والخدمات في القطاعات الإنتاجية، والخدمية، كالصناعة، والزراعة، والإسكان، والصحة، والتعليم، والسياحة.
ويمكن تعريفهُ أيضا على أنه إضافة طاقات إنتاجية جديدة إلى الأصول الإنتاجية الموجودة في المجتمع بإنشاء مشاريع جديدة أو التوسع في مشاريع قائمة، أو إحلال أو تجديد مشاريع انتهى عمرها الافتراضي، وكذلك شراء الأوراق المالية المصدرة لإنشاء مشاريع جديدة.
تعتبر التقلبات من صناعة إلى أخرى أكثر أو أقل خطورة اعتمادًا على المخاطر. في مجال التكنولوجيا الحيوية، على سبيل المثال، يبحث المستثمرون عن أرباح كبيرة من الشركات التي لديها رؤوس أموال سوقية صغيرة ولكن يمكن أن تصل قيمتها إلى مئات الملايين بسرعة كبيرة. المخاطرة كبيرة لأن ما يقرب من 90% من منتجات التكنولوجيا الحيوية التي تم البحث عنها لا تصل إلى السوق بسبب اللوائح والمتطلبات المعقدة في علم الصيدلة، حيث يستغرق متوسط الأدوية الموصوفة 10 سنوات ورأس مال بقيمة 2.5 مليار دولار أمريكي.

## أهمية الاستثمار
1. زيادة الإنتاج والإنتاجية مما يؤدي إلى زيادة الدخل القومي وارتفاع متوسط نصيب الفرد منه وبالتالي تحسين مستوى معيشة المواطنين
2. توفير الخدمات للمواطنين وللمستثمرين
3. توفير فرص عمل وتقليل نسبة البطالة
4. زيادة معدلات التكوين الرأسمالي للدولة
5. توفير التخصصات المختلفة من الفنيين والإداريين والعمالة الماهرة
6. إنتاج السلع والخدمات التي تشبع حاجات المواطنين وتصدير الفائض منها للخارج مما يوفر العملات الأجنبية اللازمة لشراء الألات والمعدات وزيادة التكوين الرأسمالي

## أنواع الاستثمار
توجد أنواع متعددة الاستثمار ومتنوعة طبقا للهدف والغرض والوسائل والعائد والمخاطر وهي تنقسم باعتبارات متعددة ومنها:
- الاستثمار الوطني
- الاستثمار الأجنبي
- الاستثمار المباشر
- الاستثمار الغير مباشر
- الاستثمار الحقيقي
- الاستثمار المالي : وهو شراء المشروعات القائمة أو المبنية
- الاستثمار البشري : وهو تحسين خصائص العنصر البشري
- الاستثمار القصير الأجل
- الاستثمار طويل الأجل
- الاستثمار ذو العائد السريع'
- الاستثمار ذو العائد البطيء
- الاستثمار الخاص
- الاستثمار العام
- الاستثمار التطويري
- الاستثمار الاستراتيجي
- الاستثمار الاجتماعي

## مجالات الاستثمار
تتنوع مجالات الاستثمار حسب أهدافها فمنها الاستثمارات العقارية والاستثمارات السياحية والاستثمارات الصناعية والاستثمارات الزراعية.
الاستثمار المحلى والأجنبي وذلك طبقا لراس المال

## دوافع الاستثمار
هي العوامل التي تشجع المستثمرين على الاستثمار ومن أهمها :
- الرغبة في الربح
- التفاؤل والتشاؤم
- مواجهة احتمالات زيادة الطلب واتساع الأسواق
- التقدم العلمي والتكنولوجي
- بناء رأس المال الاجتماعي
- الاستثمار بدافع التنمية الاقتصادية
- توفر الموارد البشرية المتخصصة
- الاستقرار السياسي والاقتصادي
- مواجهة احتمالات زيادة الطلب

## محددات الاستثمار
- الرغبة في الاستثمار
- التوقعات الاستثمارية
- الظروف المحيطة بالاستثمار
- السياسات الاقتصادية
- سعر الفائدة
- عدم الاستقرار

## العوامل المشجعة على الاستثمار
أولًا - السياسة الاقتصادية الملائمة، يجب أن تتسم بالوضوح والاستقرار، وأن تنسجم القوانين والتشريعات معها ويكون هناك إمكانية لتطبيق هذه السياسة، فالسياسة يجب أن تتوافق مع مجموعة من القوانين المساعدة على تنفيذها، والقوانين يجب أن تكون ضمن إطار محدد من السياسة الشاملة. إن الاستثمار يحتاج إلى سياسة ملائمة تعطي الحرية، ضمن إطار الأهداف العامة، للقطاع الخاص في الاستيراد والتصدير وتحويل الأموال والتوسع في المشاريع، ويجب أن تكون مستقرة، ومحددة، وشاملة. وهذا يعني ان تشجيع الاستثمار لا يتحقق في قانون، وان احتوى الكثير من المزايا والاعفاءات والاستثناءات، بل يتحقق نتيجة جملة من السياسات الاقتصادية المتوافقة التي توفر مستلزمات الإنتاج بأسعار منافسة من ناحية، وتؤمن السوق والطلب الفعال لتصريف المنتجات من ناحية أخرى. وهذا من الممكن ان يتوقف على:
- إعادة توزيع الدخل وزيادة حصة الرواتب والأجور.
- تشجيع التصدير وإزالة كافة العقبات من امامه.
- تطوير إجراءات التسليف وتنشيط المصرف الصناعي، وتخفيض سعر الفائدة على القروض المقدمة للصناعيين، بشكل يساعد على تخفيض تكاليف الإنتاج ويسمح للمنتجات بالمنافسة الخارجية.
- ومن الجدير بالإشارة كذلك إلى ان الظروف الاقتصادية الخارجية لها دورها في الاستثمار الداخلي مثل أسعار الفائدة العالمية، ومعدل الأرباح، * وظروف الاستثمار من حيث حرية خروج راس المال ونقل الملكية في الدول الأخرى.

ثانيًا ـ البنية التحتية اللازمة للاستثمار وخصوصًا المناطق الصناعية الملائمة من حيث توفر الكهرباء والماء والمواصلات والاتصالات، بدرجة أفضل إن لم تكون مساوية لأغلب دول العالم.
نظرية التنمية الاقتصادية تشير إلى ضرورة توفر حد أدنى من هذه البنية ووضعها تحت تصرف المستثمرين بأسعار معتدلة لكي تستطيع الاستثمارات المنتجة مباشرة الإنتاج بتكاليف منافسة. ويندرج ضمن البنية التحتية ضرورة توفر الكفاءات والعناصر الفنية، والمصارف الخاصة، وأسواق الأسهم والأوراق المالية. ومن المهم أن تكون أسعار عناصر الإنتاج من كهرباء ومياه واتصالات وإيجارات وقيمة أراضي قليلة بحيث تشجع المستثمرين وتوفر في تكاليف الاستثمار
ثالثًا ـ بنية إدارية مناسبة بعيدة عن روتين إجراءات التأسيس والترخيص وطرق الحصول على الخدمات المختلفة، بحيث تنتهي معاناة المستثمرين الذين يحصلون على موافقة مكتب الاستثمار من دوامة الحصول على تراخيص مختلفة من وزارة الكهرباء والصناعة والتموين والبلديات. إن هناك ضرورة لمساعدة المستثمرين وتخليصهم من مشقة متابعة هذه الإجراءات عن طريق توفير نافذة واحدة ضمن مكتب الاستثمار تنهي للمستثمرين كافة الإجراءات المتعلقة بالوزارات الأخرى.
رابعًا ـ ضرورة ترابط وانسجام القوانين مع بعضها البعض، وعدم تناقضها ووضوحها، وعدم اختلافها مع القرارات والسياسات المختلفة، وضرورة عدم تشعبها وتعديلاتها المتلاحقة مثل قوانين الاستثمار والتجارة والمالية والجمارك. وضرورة تبسيط تلك القوانين وإنهاء إمكانية الاجتهاد في تفسير نصوصها.

#### الاستثمار الصغير
الاستثمار الصغير هو نوع من استراتيجيات الاستثمار المصممة لجعل الاستثمار منتظمًا وسهل المنال وبأسعار معقولة، خاصة بالنسبة لأولئك الذين قد لا يكون لديهم الكثير من المال للاستثمار أو الذين هم جدد في الاستثمار.

## اقرأ أيضًا
- استثمار أجنبي
- الاستثمار الأجنبي المباشر
- قرض
- قرض استهلاك
- تخصيص الأموال
- التداول الاجتماعي